# Möbelaufzug

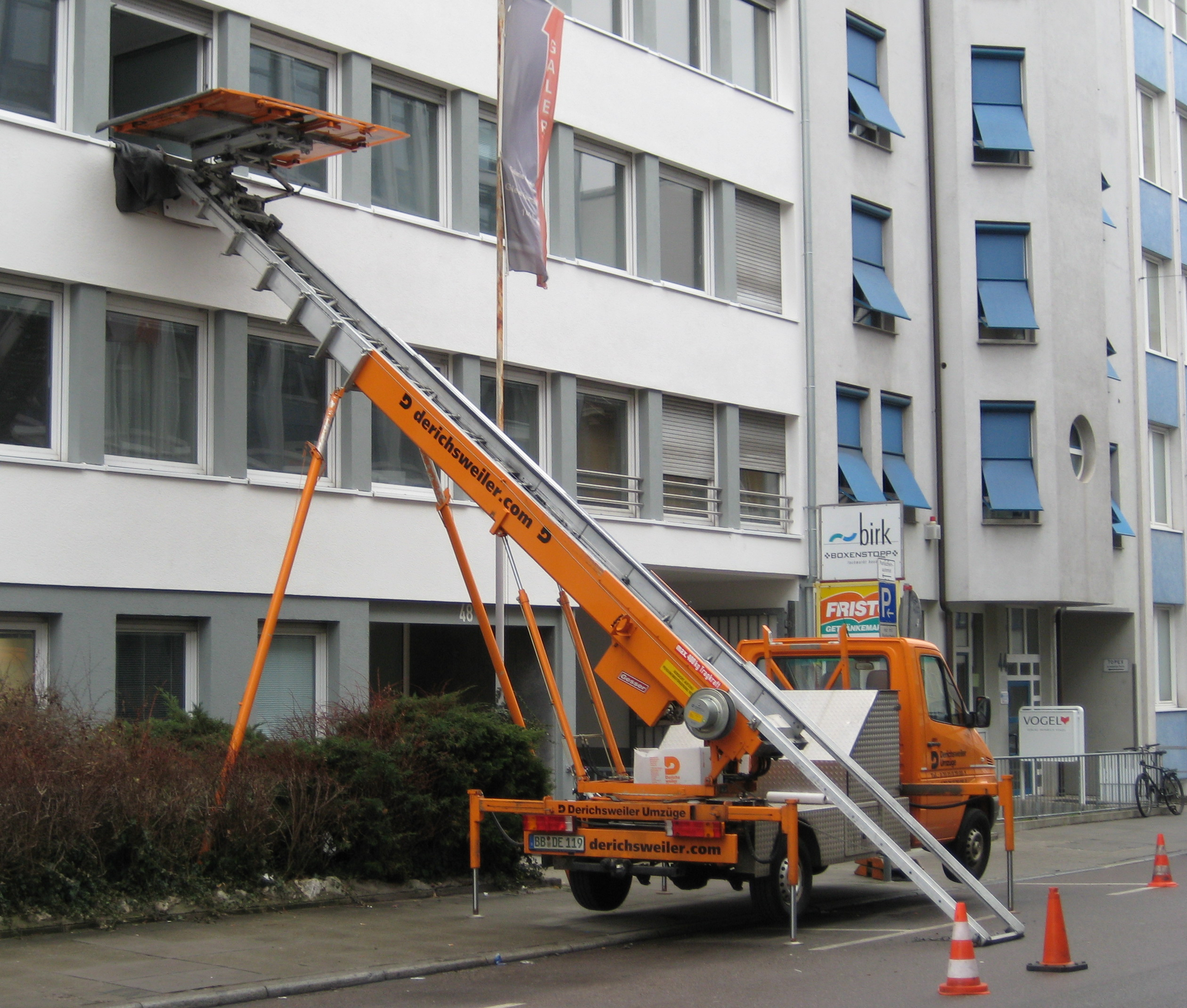
Ein Klaas HV29/5M Möbelaufzug in Aktion

Als Möbelaufzug bzw. Bauaufzug bezeichnet man eine auf einem Fahrgestell montierte Abwandlung eines Schrägaufzuges, bei dem auf einem teleskopisch ausfahrbaren Träger eine Plattform bewegt werden kann. Bei dem Fahrgestell kann es sich um einen LKW oder einen Anhänger handeln. In der Regel werden diese auf Fahrgestellen mit einem zulässigen Gesamtgewicht von 7,5 t aufgebaut und können somit noch mit der alten Führerscheinklasse 3 gefahren werden.
Einer der ersten Hersteller von Bauaufzügen war das Unternehmen Klaas. Hier entstanden die ersten Bauaufzüge schon im Jahre 1947.
Mobile Möbelaufzüge werden seit 1974, abgeleitet von den mobilen Bauschrägaufzügen, mit modifizierten Förderschlitten, zu sogenannten „Möbelpritschen“ ausgerüstet. Diese können im ausgeklappten Zustand auch großvolumige Möbelstücke transportieren. Das wesentlichste Unterscheidungsmerkmal zwischen Möbel- und Bauaufzügen ist also der Förderschlitten. Bei Möbelaufzügen ist dieser Schlitten ein geschlossener Kasten, bei dem die Seitenwände heruntergeklappt werden können. Damit sind auch große und sperrige Güter förderbar. Bei den Bauaufzügen sind die Seitenwände des Förderschlittens fix.
Durch die besonderen Anforderungen (auch bedingt durch die StVO) an Mobilität, Tragfähigkeit, Teleskopierhöhe und Eigengewicht wurden Möbelaufzüge zu High-Tech-Maschinen weiterentwickelt.

## Hersteller mobiler Möbel- und Bauaufzüge
- Böcker Maschinenwerke in Werne a. d. Lippe
- Klaas Schrägaufzüge  in Ascheberg (Westf.)
- Hermann Paus Maschinenfabrik
- Teupen Maschinenbau (im Sommer 2009 wurde die Produktion eingestellt)
- Emminghaus Maschinenbau

## Nachteil
Nachteilig am Konzept der Schrägaufzüge ist zum einen, dass die Rückseite des Daches nicht erreichbar ist. Zum anderen haben Schrägaufzüge im Vergleich zu Kränen eine geringere Tragfähigkeit und die Lasten müssen von Hand auf dem Dach weiter transportiert werden. Mit einem Autokran beispielsweise kann das Material direkt an Ort und Stelle gebracht werden.

## Sicherheit
Bei gewerblich eingesetzten mobilen Bau- und Möbelaufzüge in Deutschland ist eine jährliche Sicherheitsüberprüfung nach UVV (nach der Richtlinie BGV D7 der Berufsgenossenschaft) in Verbindung mit den VDE Vorschriften vorgeschrieben. Das Tragen einer Schutzbekleidung bei der gewerblichen Bedienung ist Voraussetzung ordnungsgemäßen Betriebs.